# Nibugar kosmatorogi
Nibugar kosmatorogi (Berytinus hirticornis) – gatunek pluskwiaków z podrzędu różnoskrzydłych i rodziny smukleńcowatych.

## Taksonomia
Gatunek ten opisany został po raz pierwszy w 1836 roku przez Gasparda A. Brullé pod nazwą Neides hirticornis. Dzieli się go na trzy podgatunki:
- Berytinus hirticornis hirticornis (Brulle, 1836)
- Berytinus hirticornis nigrolineatus (Jakovlev, 1903)
- Berytinus hirticornis pilipes (Puton, 1875)

## Morfologia
Pluskwiak o silnie wydłużonym, żółtawobeżowo ubarwionym ciele długości od 7 do 11 mm. Głowa ma pomiędzy oczami złożonymi delikatnie owłosione i jednakowo jak reszta jej powierzchni ubarwione podłużne żeberka. Długo i odstająco owłosione czułki mają pierwszy człon wydłużony z nieco przyciemnionym zgrubieniem u wierzchołka, a człon ostatni czarno ubarwiony. Na czole umieszczony jest bardzo duży wyrostek trójkątnego kształtu. Półpokrywy odznaczają się rzędami krótkich i sztywnych włosków rosnących wzdłuż żyłek graniczących z zakrywką. Zazwyczaj pomiędzy żyłkami zakrywki znajdują się ciemniejsze plamki, a w jej użyłkowaniu brak jest komórek. Odnóża mają brązowe dwa ostatnie człony stóp, a czasem także brązowawe zgrubienia w odsiebnych częściach ud. Na powierzchni odnóży występować mogą długie włoski, ale czasami są one całkiem nagie.

## Ekologia i występowanie
Owad ten zasiedla suche zbiorowiska trawiaste. Związany jest z wieloma różnymi roślinami.
Gatunek palearktyczny. W Europie wykazany został z Portugalii, Hiszpanii, Wielkiej Brytanii, Francji, Luksemburga, Belgii, Holandii, Niemiec, Austrii, Włoch, Polski, Ukrainy, Czech, Słowacji, Węgier, Słowenii, Chorwacji, Bośni i Hercegowiny, Serbii, Czarnogóry, Macedonii Północnej, Rumunii, Mołdawii, Bułgarii, Grecji oraz europejskich części Turcji i Rosji. W Afryce Północnej znany jest z Wysp Kanaryjskich, Madery, Maroka, Algierii, Libii, Tunezji i Egiptu. W Azji występuje na Cyprze, w Turcji, Gruzji, Armenii, Izraelu, Syrii, Turkmenistanie, Tadżykistanie, Iraku, Iranie i Afganistanie. W Polsce spotykany jest bardzo rzadko i znany z nielicznych stanowisk rozmieszczonych w południowej części kraju. W Wielkiej Brytanii w XXI wieku stał się liczniejszy i zwiększył zasięg.